# Mikael Carlsson
Mikael Carlsson född 1972 är en svensk professor i nationalekonomi. 
Carlsson blev filosofie doktor vid nationalekonomiska institutionen Uppsala Universitet år 2002. Därefter arbetade han som forskare vid samma institution fram till 2006. Mellan åren 2006 och 2012 arbetade han som forskare vid Riksbanken. 2008 utsågs han till docent vid Uppsala Universitet och 2012 återvände han till samma universitet som lektor i nationalekonomi. År 2014 utsågs han till professor i nationalekonomi vid Uppsala Universitet och 2015 upptog han en lärostol i nationalekonomi vid Uppsala universitet.
Carlssons forskning ligger inom fältet makroekonomi. Han har tidigare lett forskningsprogrammet ”Mikrodatastudier av moderna makroekonomiska modellers underliggande antaganden” som finansierades av Ragnar Söderbergs stiftelse 2014-2017 och leder nu forskningsprogrammet "Makroekonomin och högdimensionell heterogenitet på mikronivån" 2024-2031 som finansieras av Riksbankens jubileumsfond. Flertalet av Carlssons artiklar analyserar hur företags prissättningsstrategier påverkar förutsättningarna för Riksbankens penningpolitik. Ett annat återkommande tema är analyser av lönebildningens konsekvenser för arbetsmarknadens funktionssätt och Riksbankens penningpolitik. Forskningen har publicerats i några av de mest framstående nationalekonomiska tidskrifterna, bland annat American Economic Review, Journal of Monetary Economics och American Economic Journal: Macroeconomics .